# ساوترن کراس، استرالیای غربی
ساوترن کراس (به انگلیسی: Southern Cross) یک شهرک در استرالیا است که در استرالیای غربی واقع شده‌است.